# Tony Kay
Anthony Herbert Kay- detto Tony- (Sheffield, 13 maggio 1937) è un ex calciatore inglese di ruolo centrocampista.

## Carriera

### Club
Ha sempre giocato nel campionato inglese, tra prima e seconda divisione.

### Nazionale
Collezionò una sola presenza con la nazionale del suo paese, nel 1963.

## Palmarès

### Club

#### Competizioni nazionali
- Campionato inglese: 1

Everton: 1962-1963
- Community Shield: 1

Everton: 1963
- Campionato inglese di seconda divisione: 1

Sheffield Wednesday: 1958-1959